# Pseudonannolene microzoporus
Pseudonannolene microzoporus är en mångfotingart som beskrevs av Jean-Paul Mauriès 1987. Pseudonannolene microzoporus ingår i släktet Pseudonannolene och familjen Pseudonannolenidae. Inga underarter finns listade i Catalogue of Life.